# NGC 2352
NGC 2352 este o galaxie situată în constelația Câinele Mare. A fost descoperită în 6 martie 1785 de către William Herschel.